# Lomariopsis madagascarica
Lomariopsis madagascarica är en ormbunkeart som först beskrevs av Roland Napoléon Bonaparte, och fick sitt nu gällande namn av Alston. Lomariopsis madagascarica ingår i släktet Lomariopsis och familjen Lomariopsidaceae. Inga underarter finns listade.